# Bogdánfy Ödön
Vajdahunyadi Bogdánfy Ödön, névváltozatok: Bogdánffy, Bogdánfi (Torda, 1863. december 18. – Budapest, 1944. március 13.) vízépítő mérnök, műfordító, államtitkár-helyettes, műegyetemi tanár, lapszerkesztő.

## Családja
Az erdélyi örmény Bogdánffy család leszármazottja.

## Pályafutása
A budapesti Műegyetemen szerzett diplomát 1885-ben, majd 1890-től állami szolgálatot teljesített. Előbb az erdélyi kultúr-mérnökségen dolgozott, majd 1893-ban az Országos Vízépítészeti és Talajjavító Hivatal vízrajzi osztályának munkatársa lett. 1901-től a Műegyetemen a hidrológia magántanára, 1916-tól pedig címzetes rendkívüli tanára volt.
Szakirodalmi tevékenysége, valamint a hidrológia és a hidrometeorológia terén végzett munkája jelentős. A vízépítés és hidrológia legkorszerűbb eredményeit közvetítette valamint továbbfejlesztette. 1896-ban elkészítette Magyarország első hidrológiai és csapadéktérképét. 1911 és 1916 között a Vízügyi Közlemények szerkesztője volt, megalapította a Hidrológiai Közlönyt. Az első világháború alatt a baloldali mérnökmozgalmak egyik vezéralakja volt. A polgári forradalom és a Tanácsköztársaság idején vezette a Földművelésügyi Minisztériumot és a Népbiztosság Országos Vízépítési Igazgatóságát. Kidolgozta a Tanácskormány vízügyi programját is. 1920-ban vonult nyugdíjba. A Magyarhoni Földtani Társulat Hidrológiai Szakosztályát is megszervezte és annak első főtitkári pozícióját is betöltötte. (Ez volt a Magyar Hidrológiai Társaság elődje)

## Emlékezete

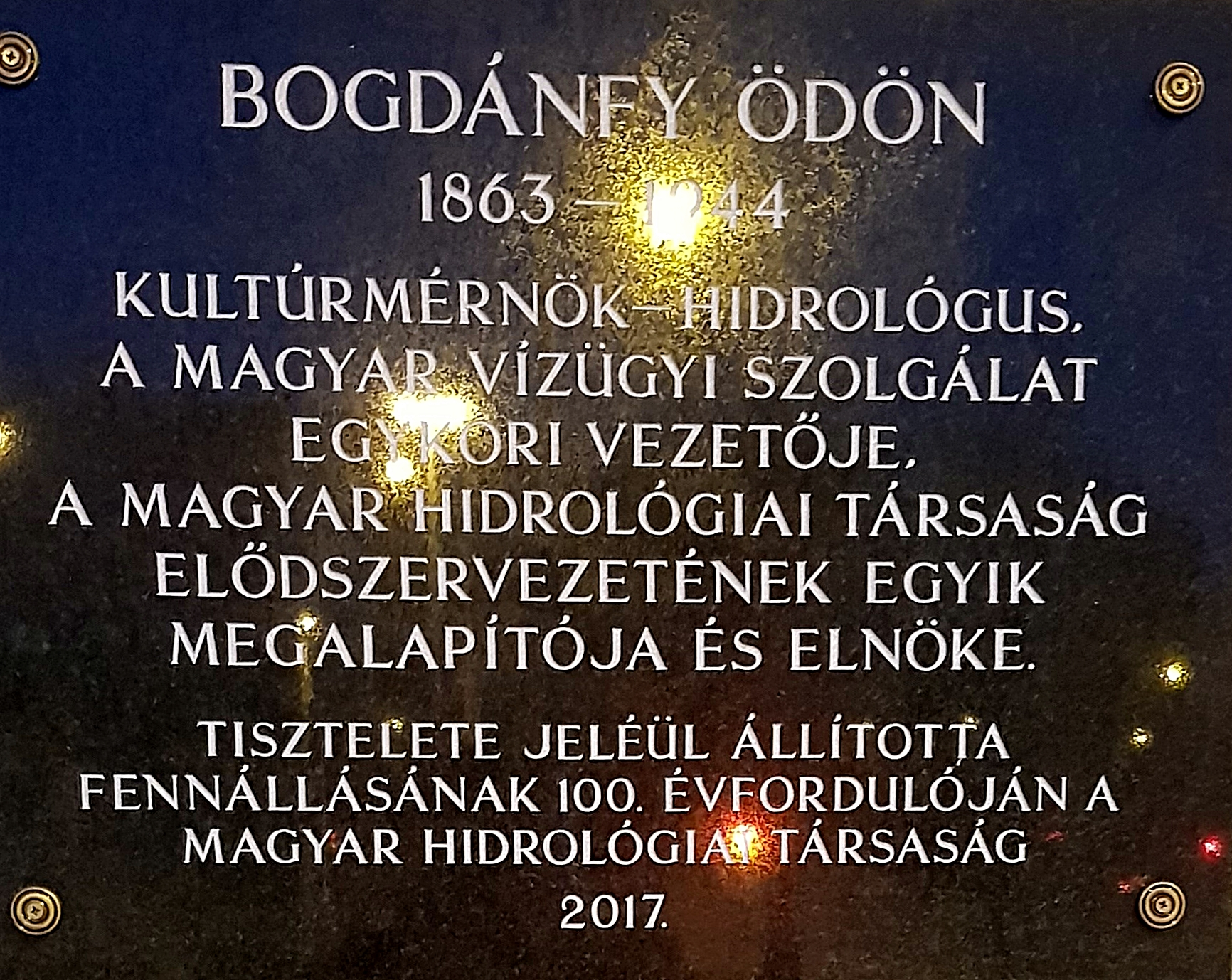
Emléktáblája:
XI. kerület Bogdánfy utca 10.

- Emlékére a Magyar Hidrológiai Társaság 1951-ben megalapította a Bogdánfy Ödön-emlékérem kitüntetést, melyet évente osztanak ki a vízgazdálkodás valamely ágában elért kimagasló tudományos eredmény jutalmazása gyanánt.
- Budapest XI. kerületében 1960 óta az ő nevét viseli a Bogdánfy utca.

## Fontosabb művei
- Hidrológia (Bp., 1901.)
- Hidraulika (Bp., 1904.)
- A természetes vízfolyások hidraulikája (Bp., 1906.)
- A vízierő (Bp., 1914.)
- Az Alföld hidrológiája. Vízi munkálatok az Alföldön (Debrecen, 1925.)